# Tía Anica La Piriñaca
Ana Blanco Soto (Jerez de la Frontera, Cádiz, 11 de abril de 1899 - Jerez de la Frontera, Cádiz, 4 de noviembre de 1987), conocida como Tía Anica La Piriñaca, fue una cantaora de flamenco española, especialmente conocida por sus interpretaciones de seguiriyas.

## Trayectoria

### Primeros años
Entró en contacto con el flamenco en su infancia en el campo, y posteriormente se formó en el Barrio de Santiago de Jerez.En esta etapa fue influida por Manuel Torre, Antonio Frijones y, de forma especial, Tío José de Paula.
Entre los palos que cultivó destacaron las seguiriyas, los soleares, las bulerías y los martinetes, aunque fue especialmente conocida por las primeras.Según afirmó, sus interpretaciones de estos géneros reflejaban el dolor y penurias que había tenido que vivir.
Tras casarse, tuvo que abandonar el cante. No obstante, a principios de los años 50 su marido falleció y ella volvió a cantar, ahora dedicándose a ello de forma profesional.Su integración en los circuitos de flamenco de mayor visibilidad se produjo con el apoyo de Antonio Mairenay posteriormente con la creación en 1958 de la cátedra de Flamencología de Jerez de la Frontera, adscrita a la Universidad de Cádiz.

### Entrada en circuitos profesionales y homenajes
En 1959 apareció en la Antología del cante flamenco y cante gitano editada por Antonio Mairena para Columbia, reeditada en 1971. Ese año participó en el Festival Homenaje a Manuel Torre y Javier Molina junto a Juan Talega, Antonio Mairena, La Perla y Terremoto, y en 1961 en la clausura del Concurso Nacional de Canto Andaluz, organizado en el Colegio Mayor de Cádiz, así como en el homenaje a María Lucena en el Palacio de Campo Real.
En 1971 editó su primer álbum de estudio, Siempre Jerez, junto a El Borrico. En 1973 realizó una aparición en Rito y geografía del cante de RTVE, actuando en la taberna jerezana de El Volapié,y en los años siguientes publicó 4 Veces Veinte Años (1977) y Por el aire de Santiago (1978), ambos con Diego Carrasco.También apareció en el libro Luces y sombras del flamenco (1975), de Caballero Bonald y Colita.De esta época es su declaración, reproducida en numerosas ocasiones, de que cuando cantaba "a gusto" "la boca le sabía a sangre".
En 1976 recibió un homenaje de la cátedra de Flamencología de Jerez, y en 1985 otro como parte de la Fiesta de la Bulería de la localidad.En 1980 protagonizó el espectáculo Los últimos de la fiesta, que recorrió distintos teatros de Andalucía, y en 1986 el libro de memorias Yo tenía mu güena estrella, escrito por José Luis Ortiz Nuevo.
Tras su muerte en Jerez de la Frontera el 4 de noviembre de 1987, se le dedicó una calle en Bormujos.

## Discografía

### Álbumes de estudio
- Siempre Jerez (con El Borrico) (1971).
- 4 Veces Veinte Años (con Diego Carrasco) (1977).
- Por el aire de Santiago (con Diego Carrasco) (1978).

### Colaboraciones en álbumes compilatorios
- 1959/65: Antología del cante flamenco y cante gitano.
- 1967: Archivo del cante flamenco.
- 1971: Cantes de Triana y Jerez.
- 1971: Grandes figuras del cante.
- 1971: Grandes figuras del flamenco.
- 1971: Antología de la seguiriya.
- 1971: Antología de las soleares.
- 1971: Antología de las bulerías.
- 1971: Joyas del flamenco.
- 1971: Fiesta en Lebrija.
- 1996: La Tía Anica la Periñaca, Grands cantaores du flamenco vol. 19.